# ベルジャヤ・タイムズ・スクウェア
ベルジャヤ・タイムズ・スクウェア（英語: Berjaya Times Square)は、マレーシアのクアラルンプールにあるツインタワーの複合施設である。ショッピングセンターや2つの5つ星ホテルが入居している。ベルジャヤ・グループが所有している。2003年10月に当時の首相であったマハティールによって開設された。両タワーはともに高さ203m、48階建てである。

## 最寄り駅
KLモノレール　インビ駅